# Taillis-Pré
Taillis-Pré est un quartier de Châtelineau, en Belgique. Il fait aujourd’hui partie de la commune et ville de Châtelet (Région wallonne).

## Histoire

### Charbonnage
Puits n°9, remonte à 1903.

## Patrimoine
- L'église Saint-Antoine, située dans le quartier de Taillis-Pré, fut construite vers 1876 par Sylvain Pirmez. Elle demeura la propriété de la famille jusqu'en 1897, avant de devenir un bien paroissial[2].
- L'abbaye de Soleilmont se trouvait sur le territoire de Châtelineau, à la frontière des communes de Gilly et de Fleurus. Fondée au XIe siècle par le Comte de Namur, elle accueillait des religieuses de l'ordre de Saint Benoît. Dans la nuit du 25 au 26 décembre 1963, un incendie d'une rare intensité détruisit ce vénérable monastère cistercien[3].

## Galerie

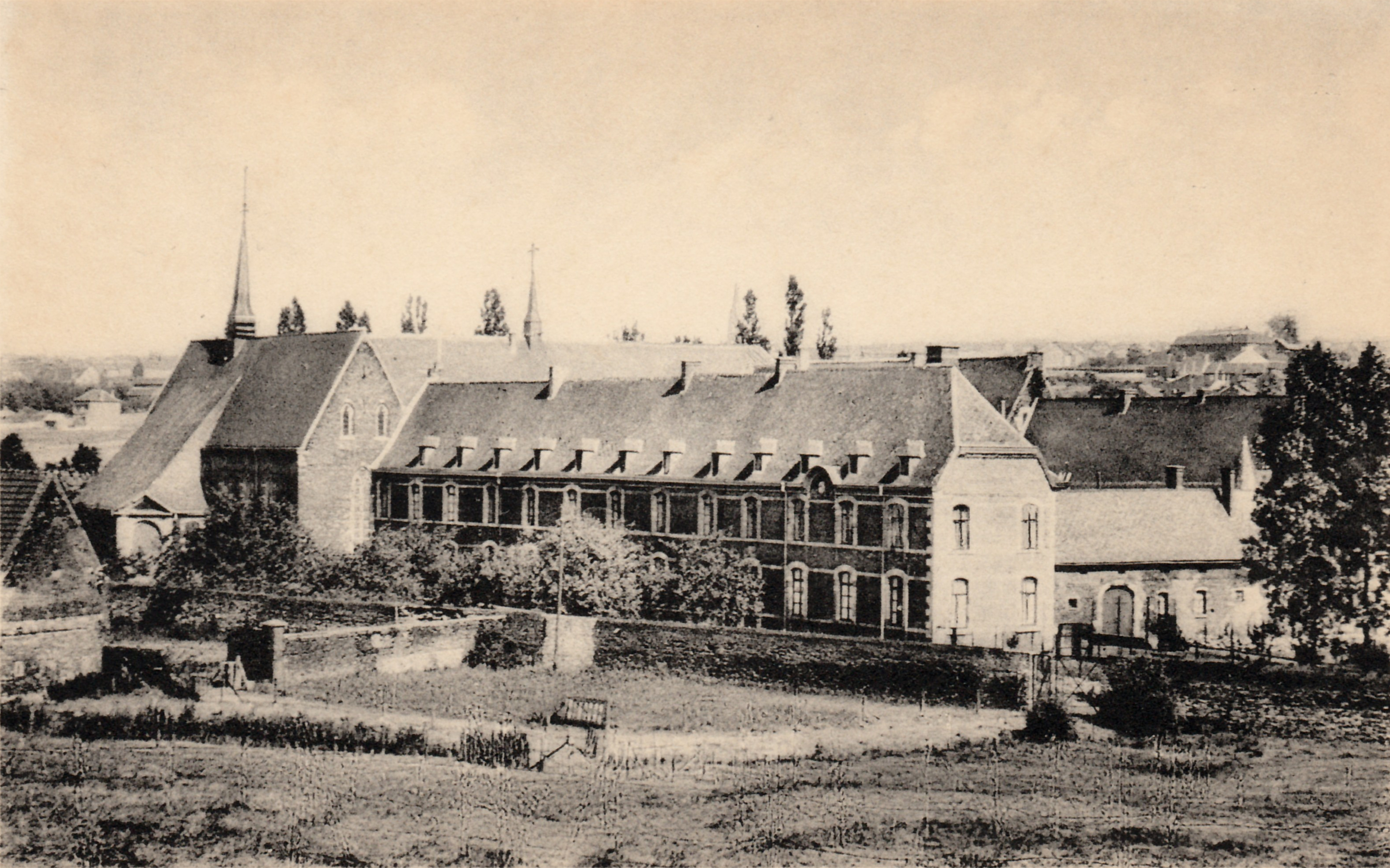
Abbaye de Soleilmont avant l'incendie de 1963.
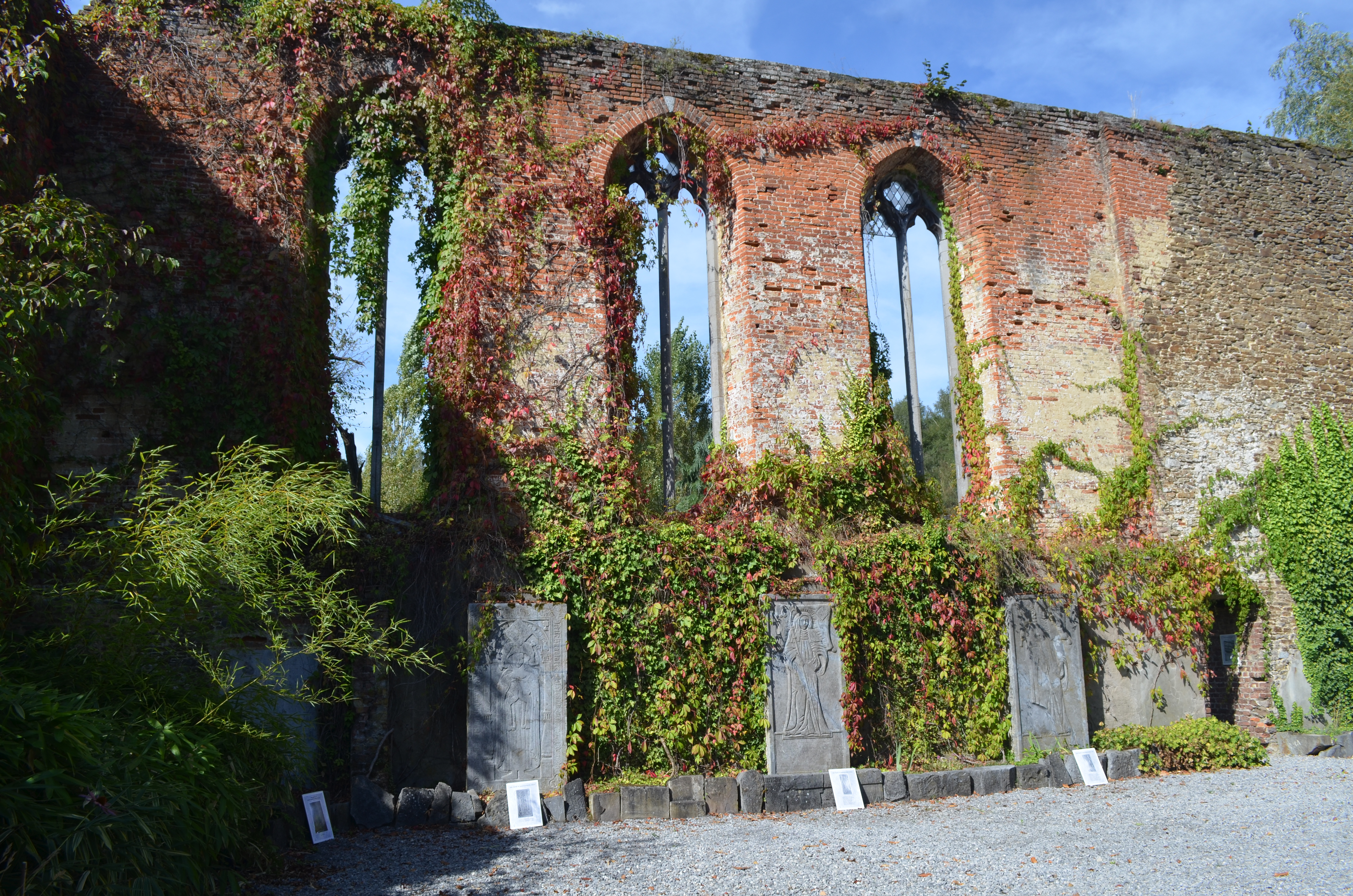
Fenêtres de l'église abbatiale de Soleilmont.